# Arsen Baschirowitsch Kanokow

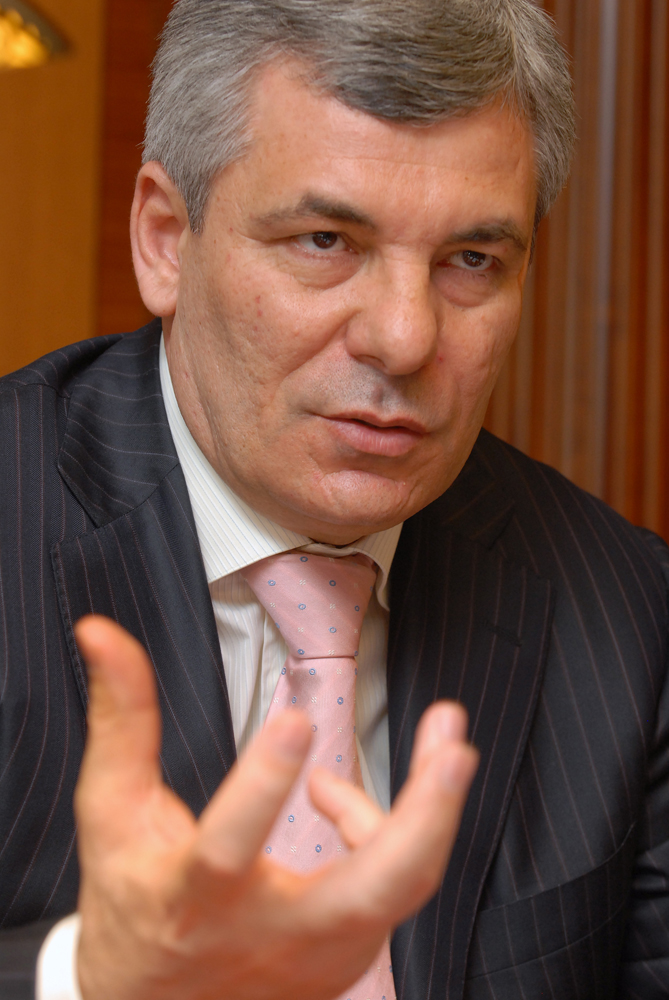
Arsen Kanokow (2008)

Arsen Baschirowitsch Kanokow (kabard.: Къанокъуэ Арсен Башир и къуэ, Qanoque Arsen Baschir i Que, russisch Арсен Баширович Каноков; * 22. Februar 1957 in Schitchala) war von 2005 bis 2013 Präsident der russischen Republik Kabardino-Balkarien.
Geboren wurde Kanokow in Schitchala, einem kleinen kabardinischen Dorf. Lange Zeit war er erfolgreicher Geschäftsmann in Moskau und wurde in den 1990er-Jahren mehrfach zum Geschäftsmann des Jahres gewählt. Vom 7. Dezember 2003 an war er für die LDPR Abgeordneter der russischen Duma, wechselte aber bereits nach etwa einem Jahr zu der Partei Einiges Russland über.
Von September 2005 bis Dezember 2013 war er Präsident von Kabardino-Balkarien und Nachfolger von Waleri Muchamedowitsch Kokow, der ihn selbst bestimmte und dessen Wahl durch das örtliche Parlament bestätigt worden war.
Im Oktober 2014 wurde Kanokow von örtlichen Abgeordneten zum Vertreter des Kabardino-Balkarischen Parlaments im Föderationsrat der Russischen Föderation für die Dauer von fünf Jahren gewählt. Im Oktober 2019 bestätigte Kasbek Kokow, neuer Staatschef von Kabardino-Balkarien, Kanokow in seinem Amt.